# Centro de Controle de Missão
|                                                                      |  |  |
| Centros de Controle de Missão da ISS na Rússia e nos Estados Unidos. |  |  |

Um Centro de Controle de Missão (CCM), é a denominação atribuída as entidades que gerenciam os voos de veículos aeroespaciais, geralmente, desde o ponto de partida até o pouso ou o final da missão.
Uma equipe de controladores de voo, e vários outros profissionais, controlam todos os aspectos da missão usando telemetria e enviando comandos para o veículo usando estações terrestres.
Os profissionais envolvidos nas atividades de controle da missão em um Centro de Controle, exercem atividades de: controle de atitude, alimentação (eletricidade), propulsão, controle térmico, operações orbitais além de outras disciplinas.

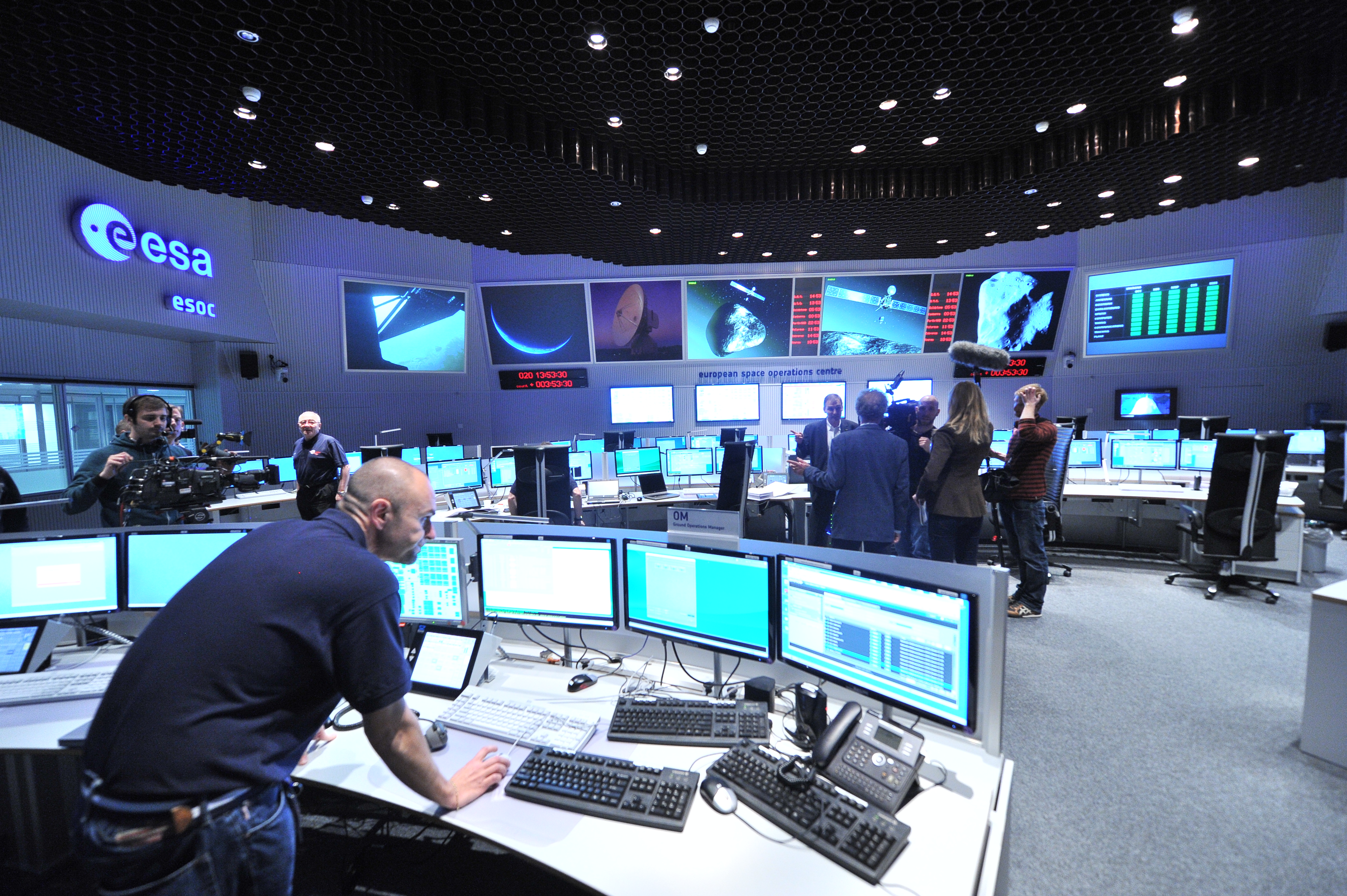
European Space Operations Centre (ESOC), Darmstadt

## Os principais CCMs
- Centro de Controle de Missão Christopher C. Kraft Jr.
- Centro de Controle de Missão RKA
- Centro de Controle de Missão de Pequim
- Centro de Controle de Missão SDSC SHAR
- Centro de Controle de Missão Columbus
- Centro Europeu de Operações Espaciais
- Centro de Controle de Missão Titov
- Centro de Controle de Missão Mercury (desativado)